# MG-114
A MG-114 é uma rodovia brasileira do estado de Minas Gerais.
Rodovia longitudinal de 44,3 km não pavimentados. Liga a MGC-342, nas proximidades de Coronel Murta, à MGC-367.